# Liste der Staatsoberhäupter 133 v. Chr.
Übersicht
◄◄ | ◄ | 137 v. Chr. | 136 v. Chr. | 135 v. Chr. | 134 v. Chr. | Liste der Staatsoberhäupter 133 v. Chr. | 132 v. Chr. | 131 v. Chr. | 130 v. Chr. | 129 v. Chr. | ► | ►►

Weitere Ereignisse

## Afrika
- Ägypten
  - König: Ptolemaios VIII. (144–116 v. Chr.)

- Massylier
  - König: Micipsa (148–118 v. Chr.)

## Asien
- Armenien
  - König: Artavasdes I. (160–120 v. Chr.)

- Bithynien
  - König: Nikomedes II. (149–128 v. Chr.)

- China
  - Kaiser: Han Wudi (141–87 v. Chr.)

- Iberien (Kartlien)
  - König: Mirian I. (159–109 v. Chr.)

- Indien
  - Indo-Griechisches Reich
    - König: Menandros (165–125 v. Chr.)

  - Shatavahana
    - König: Satakarni II. (152–96 v. Chr.)

  - Shunga
    - König: Andraka (ca. 137–ca. 130 v. Chr.)

- Japan (Legendäre Kaiser)
  - Kaiser: Kaika (157–98 v. Chr.)

- Judäa
  - König: Johannes Hyrkanos I. (135–104 v. Chr.)

- Kommagene
  - König: Ptolemaios (163–130 v. Chr.)

- Korea
  - Buyeo
    - König: Gohaesa (170–121 v. Chr.)

  - Wiman Joseon
    - König: Sohn des Wiman (ca. 180–ca. 130 v. Chr.)

- Partherreich
  - Schah (Großkönig): Phraates II. (138–128 v. Chr.)

- Pergamon
  - König: Attalos III. (138–133 v. Chr.)

- Pontos
  - König: Mithridates V. (152/151–120 v. Chr.)

- Seleukidenreich
  - König: Antiochos VII. (138–129 v. Chr.)

## Europa
- Bosporanisches Reich
  - König: Pairisades IV. Philometor (ca. 150–ca. 125 v. Chr.)

- Odrysisches Königreich
  - König: Beithys (170–120 v. Chr.)

- Römisches Reich
  - Konsul: Publius Mucius Scaevola (133 v. Chr.)
  - Konsul: Lucius Calpurnius Piso Frugi (133 v. Chr.)